# Ястрябик
Ястря́бик (пол. Jastrzębik) — село в Польщі, на Лемківщині, у гміні Мушина Новосондецького повіту Малопольського воєводства.
Населення — 491 особа (2011).

## Розташування

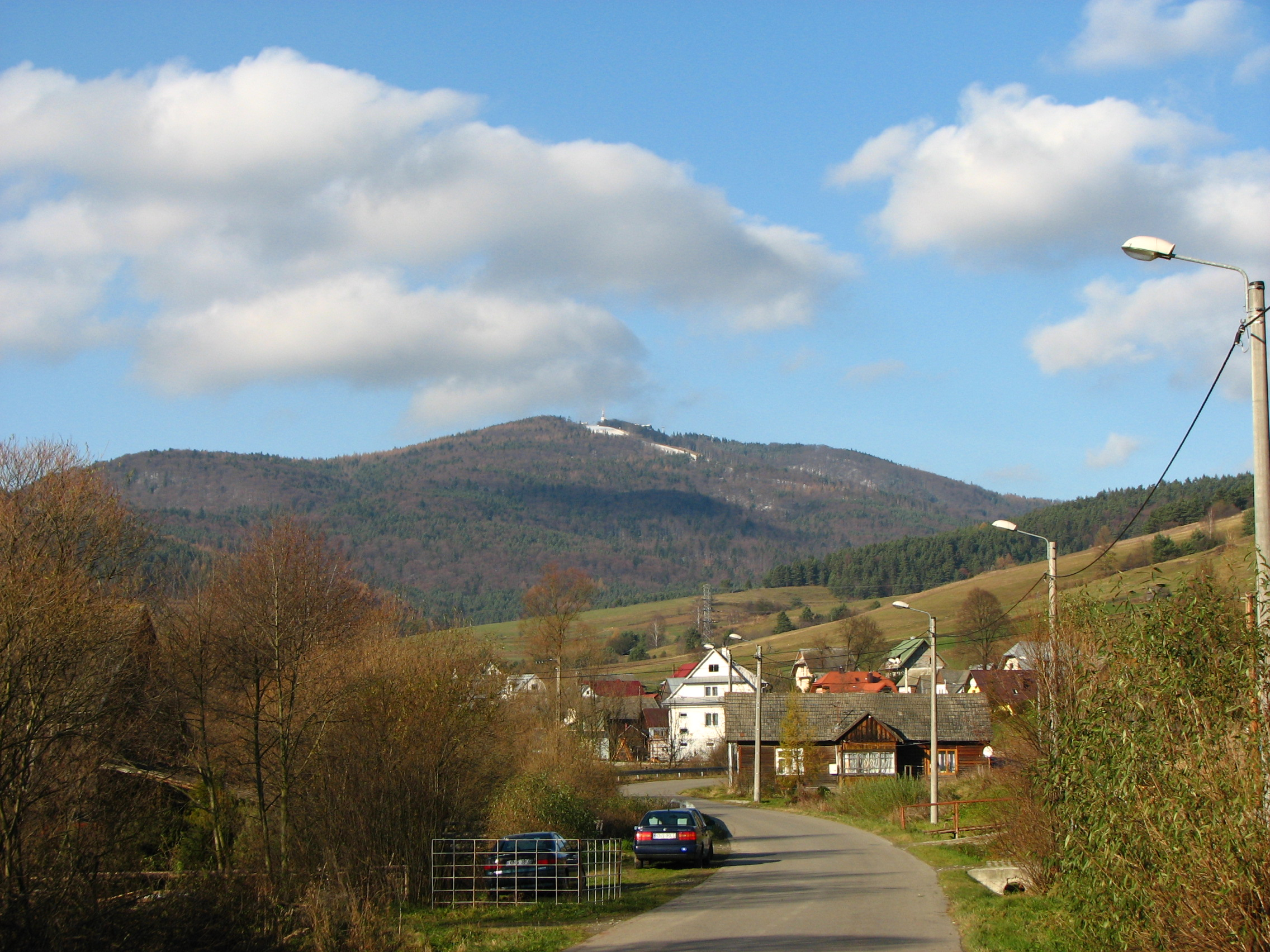
Вид на Яворину з села

Село розміщене на висоті коло 550 м на берегах потоку Ястрябик — правої притоки Мушинки, на схилах хребта Яворини. Знаходиться на території Попрадського ландшафтного парку.

## Історія
Село Ястрябик закріпачене в 1577 році за волоським правом єпископом Пйотром Мишковським, привілеєм наданим Петру Тиліщакові з Криниці. Це закріпачення русинського (українського) населення Лемківщини з використанням волоського права польські історики сміховинно трактують як «волоську колонізацію». Греко-католицьку парафію легалізував у 1651 році краківський єпископ РКЦ Петро Гембицький.
З листопада 1918 по січень 1920 село входило до складу Лемківської Республіки.
До середини XX ст. в регіоні переважало лемківсько-українське населення. У 1939 році з 580 жителів села — усі 580 українці. До 1945 р. в селі була дочірня греко-католицька церква парафії Злоцьке Мушинського деканату (до 1791 р. — самостійна парафія), метричні книги велися з 1784 року..
Після Другої світової війни Лемківщина, попри сподівання лемків на входження в УРСР, була віддана Польщі, а корінне українське населення примусово-добровільно вивозилося в СРСР. Згодом, у період між 1945 і 1947 роками, в цьому районі тривала боротьба між підрозділами УПА та радянським військами. Ті, хто вижив, 1947 року під час Операції Вісла були ув'язнені в концтаборі Явожно або депортовані на понімецькі землі Польщі
У 1975—1998 роках село належало до Новосондецького воєводства.

## Пам'ятки
В селі збереглася церква святого Луки з 1856 року (ймовірно на місці давнішої церкви, яка існувала ще до 1651 року), після 1947 року перетворена на костел. У церкві знаходяться іконостас зламу XVIII—XIX ст. і сім ікон з XVI ст.
В долині Ястрябика є Джерело святого Луки з природною вуглекислою мінеральною водою.
Також наявні тут мофети з температурою до 100 градусів.

## Демографія
Демографічна структура станом на 31 березня 2011 року:
|          | Загалом | Допрацездатний вік | Працездатний вік | Постпрацездатний вік |
| -------- | ------- | ------------------ | ---------------- | -------------------- |
| Чоловіки | 236     | 66                 | 151              | 19                   |
| Жінки    | 255     | 69                 | 153              | 33                   |
| Разом    | 491     | 135                | 304              | 52                   |